# Maurício da Transjordânia

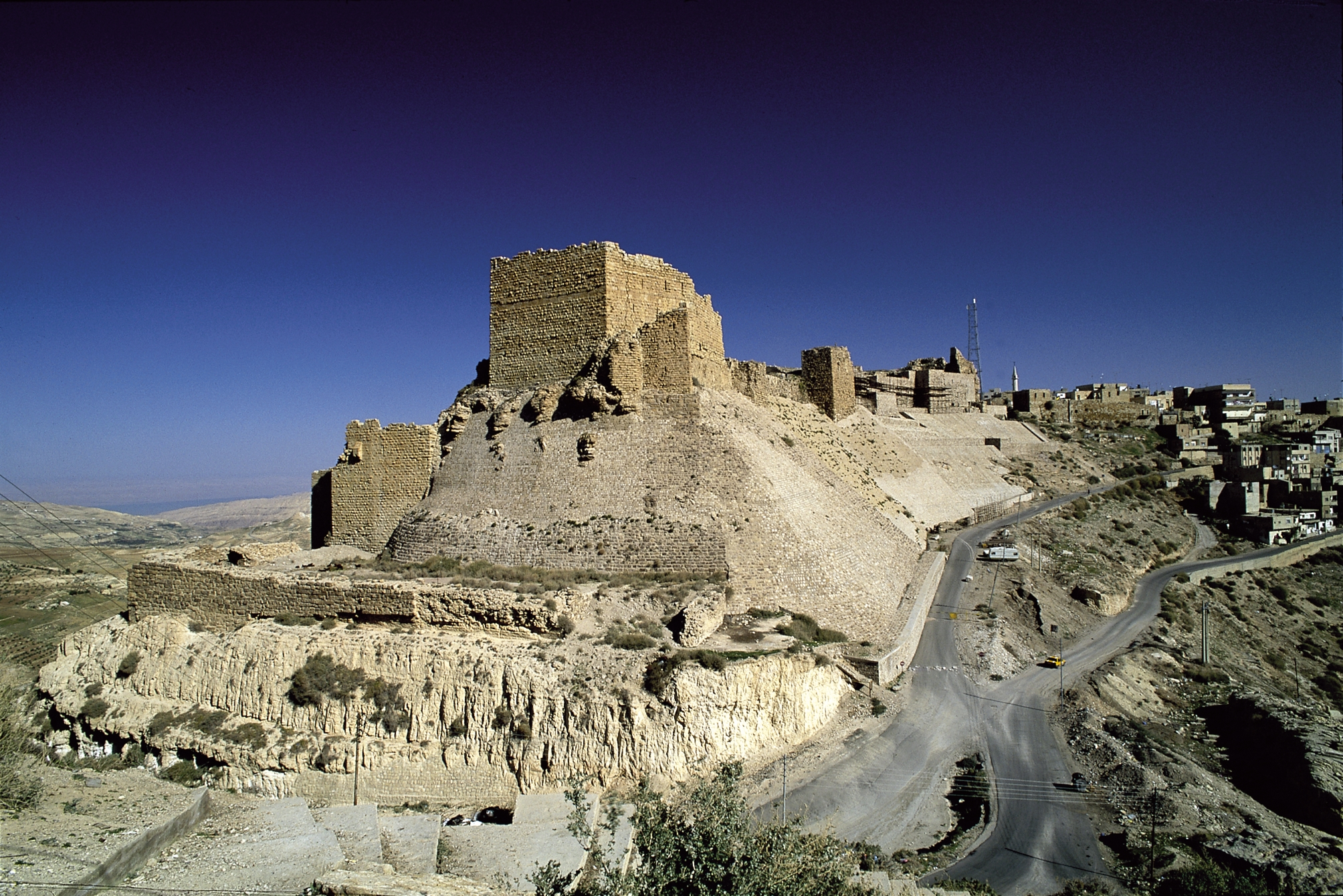
Castelo de Caraque

Maurício de Montreal foi senhor da Transjordânia desde cerca de 1149. Sucedeu o tio Pagano, o Mordomo e continuou a construção do Castelo de Caraque. Conferiu feudos aos cavaleiros hospitalários em seus domínios e participou no Cerco de Ascalão de 1153.

## Vida
O historiador  Malcolm Barber descreve-o como "uma figura nebulosa na história" do Reino de Jerusalém. Ele herdou o Senhorio da Transjordânia de Pagano, o Mordomo, que morreu no final da década de 1140. Continuou a construção do Castelo de Caraque.  Segundo única carta régia que cita-o, Maurício conferiu a porção inferior de Caraque e uma casa de Montreal aos hospitalários em 1152. Na ocasião, também deu-lhes duas vilas no feudo e assegurou seu direito de livremente usar navios no mar Morto. Guilherme de Tiro listou-o entre os barões do reino que assistiram Balduíno III durante o Cerco de Ascalão em 1153. Steven Runciman escreve que a esposa de Filipe de Milly era sua filha, mas seu nome, Isabel, é o único fato certo sobre ela. Filipe tomou a Transjordânia de Balduíno em troca de suas antigas propriedades em 1161.